# Matre (Schiff)
Die Matre ist eine Doppelendfähre der norwegischen Reederei Boreal Sjø.

## Geschichte
Die Fähre wurde unter der Baunummer 913 von der Vard-Schiffbaugruppe gebaut. Die Kiellegung fand am 20. Dezember 2018, der Stapellauf am 4. Oktober 2019 statt. Die Fertigstellung erfolgte am 12. Mai 2020. Der Rumpf wurde von der polnischen Crist-Werft in Gdynia zugeliefert, die Ausrüstung erfolgte auf der Werft Vard Langsten.
Die Fähre ist die einzige des vom norwegischen Schiffsarchitekturbüro Multi Maritime in Førde entworfenen Typs MM62FE EL.
Die Fähre verkehrt zwischen Skånevik, Matre und Utåker. Den Betrieb der Verbindung hatte die Reederei Boreal zum 1. Januar 2020 übernommen. Auf der Verbindung wurde bis zur Indienststellung der Matre noch die Fähre Kvinnherad eingesetzt.

## Technische Daten und Ausstattung
Die Fähre wird von zwei Elektromotoren angetrieben, die auf je eine Propellergondel an den Enden des Schiffes wirkt. Die Stromversorgung erfolgt durch Akkumulatoren. Diese können jeweils in den Häfen geladen werden. Für den Notbetrieb stehen zwei von Scania-Dieselmotoren des Typs DI16M angetriebene Generatoren zur Verfügung.
Die Fähre verfügt über ein durchlaufendes Fahrzeugdeck mit vier Fahrspuren. Das Fahrzeugdeck ist über Rampen an beiden Enden der Fähre zugänglich. Im mittleren Bereich der Fähre ist es mit den Aufbauten überbaut. Auf dem Deck oberhalb des Fahrzeugdecks befinden sich ein Aufenthaltsraum für die Passagiere sowie offene Deckbereiche. Darüber befindet sich ein weiteres Deck, auf das mittig das Steuerhaus aufgesetzt ist.
Die Fähre kann 50 Pkw befördern. Die Passagierkapazität ist mit 199 Personen (inklusive der Schiffsbesatzung) angegeben.